# Groutite
La groutite è un minerale appartenente al gruppo del diasporo.